# April Wine
April Wine is een Canadese hardrockband, geformeerd in 1969 en gevestigd in Halifax (Nova Scotia). De band genoot internationaal succes tijdens de jaren 1970 en 1980 en bracht sinds 1971 meer dan 20 albums uit.

## Bezetting

### Huidige bezetting
- Myles Goodwyn (zang, gitaar, 1969-1986, 1992–2023) overleden november 2023
- Brian Greenway (zang, gitaar, 1977-1986, 1992–heden)
- Richard Lanthier (basgitaar, zang, 2011–heden)
- Roy Nichol (drums, zang, (2012–heden)

### Voormalige leden
- Jimmy Henman (zang, basgitaar, 1969-1971)
- David Henman (zang, gitaar, 1969-1973)
- Ritchie Henman (drums, 1969-1973)
- Jim Clench (zang, basgitaar, 1971-1975, 1992-2006; overleden in 2010)
- Gary Moffet (gitaar, achtergrondzang, 1973-1984)
- Jerry Mercer (drums, 1973-1984, 1992-2008)
- Steve Lang (basgitaar, achtergrondzang, 1975-1984; overleden in 2017)

- Daniel Barbe (keyboards, 1985-1986)
- Jean Pellerin (basgitaar, 1985-1986)
- Marty Simon (drums, 1985-1986)
- Steve Segal (gitaar, 1992-1994)
- Carl Dixon (gitaar, keyboards, zang, 2001-2004)
- Breen LeBoeuf (basgitaar, zang, 2007-2011)
- Blair Mackay (drums, 2009-2012)

## Geschiedenis

### De beginjaren
Hoewel April Wine officieel eind 1969 begon in Waverley, Nova Scotia, zijn hun wortels terug te voeren tot St. John's (Newfoundland en Labrador) in 1967/1968. David en Ritchie Henman verhuisden daarheen toen hun vader een baan aannam bij het lokaal bontwerkersbedrijf Mitchell Furs. Ze jamden in een huis op de hoek van Bonaventure Avenue en Fleming Street in St. John's, voordat ze verhuisden naar Nova Scotia. De oorspronkelijke leden waren de broers David Henman op gitaar en Ritchie Henman op drums. Hun neef Jim Henman deed mee op basgitaar en Myles Goodwyn voltooide het geluid op zang en gitaar. De band besefte al snel dat Halifax geen directe mogelijkheden bood om te spelen en op te nemen, dus stuurde men een demotape naar Aquarius Records. Bedrijfsleiders Terry Flood en Donald K. Tarlton stuurden een afwijzingsbrief terug, maar de leden hadden deze aangezien voor een uitnodiging. Op 1 april 1970 ging April Wine naar Montreal, met hun instrumenten en $100 contant.
Ondanks het misverstand werden Flood en Tarlton uiteindelijk overgehaald om de band te contracteren. Het management had ze in een chalet ondergebracht en geholpen om in een plaatselijke comedyclub te spelen. De band had in september 1971 hun titelloze debuutalbum April Wine uitgebracht. Het album bevatte de enkele single Fast Train, die een top 40-hit werd in Canada en piekte op nummer 38 in de RPM Singles Chart. Het album was echter een flop met weinig verkoop, de single vestigde Miles Goodwyn als de belangrijkste songwriter voor de band en het succes van de single bracht het label van de band ertoe om een tweede album te vragen te midden van de eerste van vele bezettingswisselingen: Jim Henman verliet de band in de herfst van 1971 en werd vervangen door Jim Clench.

### De eerste successen
Onder begeleiding van producent Ralph Murphy nam April Wine hun tweede album On Record op in 1972. De eerste single van het album was een coverversie van het nummer You Could Have Been Lady van de band Hot Chocolate. De plaat was een commercieel succes, waarbij nummer 1 werd behaald voor een enkele week in de Canadese hitlijsten van de RPM, evenals het kraken van de Billboard Hot 100-hitlijst in de Verenigde Staten, waar het 11 weken bleef, met een piek op nummer 32. Onmiddellijk na die triomf bracht April Wine de tweede single Bad Side of the Moon uit van On Record. Dit nummer, geschreven door Elton John en Bernie Taupin, kreeg ook veel airplay op Canadese radiostations en was ook een kleine hit in de Verenigde Staten. Beide nummers blijven nietjes op klassieke rockradiostations in Canada. On Record werd met goud gecertificeerd in Canada en de band keerde, samen met Murphy, terug naar de studio om de populariteit te benutten die werd gegenereerd door hun tweede publicatie.
Tijdens de opname van het derde album vond er nog een andere bezettingswijziging plaats. Voordat het album werd voltooid, namen de broers David en Ritchie Henman ontslag, waardoor Myles Goodwyn het enige overgebleven originele lid bleef. Goodwyn en Clench besloten de band voort te zetten en begonnen audities voor vervangende muzikanten. Uiteindelijk werden drummer Jerry Mercer (voorheen van de Canadese band Mashmakhan) en gitarist Gary Moffet gekozen en samen eindigden ze met het opnemen van het derde album Electric Jewels met nummers als Weeping Widow, Just Like That en Lady Ren, Lady Hide. Deze nummers zouden vele jaren op de concertsetlijsten van April Wine blijven staan. Ter ondersteuning van dit album begon de band aan de Electric Adventure Tour, waar bijna elke Canadese arena of concertzaal met meer dan 2500 mensen of meer de band zag spelen. De tournee had ook een enorme licht- en pyrotechnische show. Toeren bleek succesvol en de band werd al snel een bekende naam. Gene Cornish en Dino Danelli van de populaire band The Rascals woonden het concert van April Wine bij in 1974 in Massey Hall en ze boden aan om een live-album met de band op te nemen, dat door de band werd geaccepteerd en de twee Rascals werden hun producenten. De opnamesessie van één nacht was een gehaaste onderneming. We dachten dat als we zouden opschieten, het album aan het einde van de tournee klaar zou zijn. Het was een goed idee, maar de band was ziek. De productie en het geluid waren niet in orde. Het klonk als een kelderband. De band bracht echter hun eerste live-album uit en het album werd goud.

### Goud en platina jaren
De vijfde publicatie Stand Back haalde dubbel platina in Canada, leunend op het succes van de singles Tonight Is A Wonderful Time To Fall In Love en I Wouldn't Want To Lose Your Love. Het nummer Oowatanite werd een favoriet bij concerten en staat als een van de populairste nummers die de band ooit heeft opgenomen. Na de ondersteunende tournee voor Stand Back werd het ledenbestand opnieuw door elkaar geschud. Deze keer vertrok Jim Clench en werd vervangen door Steve Lang. Clench zou actief blijven in de muziek, stints doen in de rockbands Bachman-Turner Overdrive en Loverboy. De volgende publicatie van de band was The Whole World's Goin' Crazy zijn. Het album zou de eerste publicatie van April Wine zijn, die de platinastatus bereikte op basis van alleen geavanceerde verkooporders. Het album bevatte het populaire titelnummer en de succesvolle smashsingle, de ballad Like A Lover, Like A Song. Na de ondersteunende tournee voor Crazy keerde de band terug naar de studio om hun zesde album Forever for Now op te nemen. Het album zou een andere platinaseller worden en bevatte de grootste single You Won't Dance With Me van de band tot dan toe.
Op 4 en 5 maart 1977 werd April Wine geboekt om een liefdadigheidsconcert te spelen in de beroemde El Mocambo Club in Toronto, Ontario. Co-headliner op de affiche was de band The Cockroaches, die The Rolling Stones bleken te zijn. Het pseudoniem was een slecht bewaard geheim en grote menigten rukten uit voor het evenement. Het optreden van April Wine werd vastgelegd en uitgebracht als het album Live at the El Mocambo. De band kreeg zijn eerste kans om door de Verenigde Staten te reizen na het El Mocambo-optreden, eerst opening voor The Rolling Stones, daarna voor verschillende populaire headliners, waaronder Styx en collega-Canadese band Rush.
Een verdere bezettingswijziging vond plaats in 1977, maar in plaats van dat iemand vertrok, voegde de band het vijfde lid Brian Greenway toe, die werd binnengebracht als een derde gitarist. Brian kon niet alleen een bijdrage leveren op gitaar, hij was ook een volleerd zanger en mondharmonica-speler. Zijn toevoeging gaf April Wine een krachtige driegitaren-attaque, die synoniem zou worden met hun harde rockgeluid. Met Brian aan boord om gitaar te spelen, kon Myles Goodwyn overschakelen naar keyboards voor de lange lijst van populaire ballads van de band. Overigens bevatte de voormalige band The Dudes van Brian Greenway ook de April Wine-oud-leden David en Ritchie Henman.
In 1978 ging het Canadese succes verder, maar ook het begin van internationaal succes. Het zevende album First Glance had een onmiddellijke impact en de eerste twee singles waren beide succesvol op de Canadese radio. Het was de derde single Roller, een rauwe rocker die de band gegroepeerd in Noord-Amerika bracht. Roller begon zijn momentum in Michigan en was al snel een populaire hit in de Verenigde Staten, die zijn weg vond in de Billboard Hot 100, waar hij elf weken verbleef. First Glance vond ook een publiek in de Verenigde Staten, bleef meerdere weken in de Billboard-albumhitlijst en maakte het daarmee het eerste gouden album van April Wine buiten Canada. Constant toeren hielp de band naar meer succes, aangezien het Amerikaanse publiek van kust tot kust de harde rock van deze nieuwe band uit Canada omarmde.
In navolging van de populariteit van First Glance bracht April Wine Harder ... Faster uit. Say Hello en I Like to Rock waren populaire hits aan beide kanten van de grens en Harder ... Faster bleek weer een nieuwe multiplatina publicatie voor de band te zijn. Het zou 40 weken in de Billboard-topalbumhitlijst blijven staan. De ondersteunende tournee voor het album begon als opening voor Nazareth tijdens hun nationale tournee door de Verenigde Staten.

### De jaren 1980
The Nature of the Beast werd uitgebracht in januari 1981 en leunend op de populariteit van de hitsingles Just Between You and Me en de cover van de band van het Lorence Hud-nummer Sign of the Gypsy Queen, had het album multiplatina succes thuis in Canada en was het eerste April Wine-album dat internationaal de platinastatus bereikte. April Wine begon aan een uitgebreide supporttournee en trad op voor hun grootste publiek ooit. Na The Nature of the Beast-tournee had de band een onderbreking van achttien maanden.
In juli 1982 bracht April Wine het tiende album Power Play uit. Het album bevatte de singles Enough is Enough, If You See Kay en Anything You Want, You Got It. Dit laatste zou het openingsnummer van de band worden tijdens de ondersteunende tournee, terwijl de video Enough is Enough regelmatig bij MTV begon te draaien. De Power Play-tournee in 1982 was de meest uitgebreide van de band. Ondanks een behoorlijke verkoop, werd Power Play niet met dezelfde kritiek ontvangen als de vorige twee albums. Zowel het album als de singles stonden goed in de lijsten van Billboard, maar voor kortere periodes dan eerdere albums en singles.
De band begon met het schrijven en opnemen van het volgende album Animal Grace, maar tijdens het langdurige proces konden de bandleden niet opschieten en Myles Goodwyn verhuisde van zijn geboorteland Canada naar de Bahama's. Zowel Animal Grace als de single This Could be the Right One stonden snel in de hitlijsten, maar bleven slechts een korte tijd. In 1984 kwam de band bij elkaar voor de aangekondigde Farewell Tour. De tournee uit 1984 was succesvol genoeg om het live-album One for the Road te produceren. Goodwyn begon toen te werken aan wat bedoeld was als zijn eerste soloalbum in 1985. Echter, April Wine was Capitol Records nog steeds een contract verschuldigd. Greenway voegde zich bij Goodwyn in Nassau, samen met Montreal-sessiemuzikanten Daniel Barbe (toetsenborden), Jean Pellerin (bas) en Marty Simon (drums, percussie) om Walking Through Fire op te nemen, wat het laatste album van de band zou zijn.
In september 1985 (later in bepaalde landen) werd het album Walking Through Fire uitgebracht onder de naam April Wine. Alleen Goodwyn en Greenway bleven echter over van de bezetting van het vorige album. Goodwyn bracht een titelloos soloalbum uit en Brian Greenway bracht ook een album uit na het uiteenvallen van de band, maar April Wine bleef de rest van de jaren 1980 en vroege jaren 1990.

### Wedergeboorte
In 1988 verhuisde Myles Goodwyn terug naar Canada vanuit zijn huis op de Bahama's. Hoewel er belangstelling was voor een reünie in april en het onderwerp werd besproken onder de voormalige leden, verhinderden andere toezeggingen dat ze tot 1992 bijeen konden komen. April Wine keerde terug naar het podium dat jaar, beginnend met een gratis concert in Portage la Prairie, Manitoba. De herenigde band bestond uit Goodwyn, Greenway, terugkerende drummer Jerry Mercer en bassist Jim Clench, die sinds 1975 niet meer met de band speelde. De act werd ingevuld door derde gitarist Steve Segal. De band toerde in zowel Canada als de Verenigde Staten.
In 1993 bracht de band het eerste echte album Attitude van April Wine uit in een decennium. Het werd met goud gecertificeerd in Canada kort na de publicatie. Segal bleef nog bij de band via de studiopublicatie 1994's Frigate. De band bracht in 2001 nog het album Back to the Mansion uit. Ook in 2001 was het nummer van de band Roller te zien in de film Joe Dirt. Daarna brachten ze in 2003 het livealbum Greatest Hits Live 2003 uit. In 2004 bracht Silverline de eerste dvd-a From the Front Row ... Live! van April Wine uit. Van 2001 tot 2004 omvatten hun liveshows Carl Dixon (voorheen van de bands Coney Hatch en The Guess Who) op gitaar, keyboards en achtergrondzang. April Wine begon zijn 37e jaar als band in 2006. Op 31 oktober van dat jaar bracht Aquarius Records April Wine Rocks! uit, een nieuwe compilatie van April Wine favorieten uit, inclusief een bonuslivesong en het album Roughly Speaking, dat werd uitgebracht op 28 november 2006.
Eind 2006 had Clench de band voor de tweede keer verlaten en werd in januari 2007 vervangen door bassist Breen LeBoeuf. Een jaar later kondigde Mercer zijn pensioen aan. Zijn geplande laatste show in Calgary, Alberta, die het nieuwe jaar van 2009 inluidde, werd geannuleerd vanwege slecht weer. Mercer werd in januari 2009 vervangen door drummer Blair Mackay. In 2010 werd April Wine ingewijd in de Canadian Music Hall of Fame tijdens de Juno Awards op 18 april 2010 in St. John's, Newfoundland en Labrador. Goodwyn en Greenway hebben de eer aanvaard. Op 3 november 2010 overleed voormalig bassist Jim Clench in een ziekenhuis in Montreal na een gevecht met longkanker stadium 4. LeBoeuf verliet April Wine in juli 2011 en werd vervangen door Richard Lanthier van de Yes tribute band Close to the Edge. Mackay verliet April Wine in maart 2012 en werd opgevolgd door Roy 'Nip' Nichol, die had opgetreden met de Stacey Thorn Band, Sam Hill en meest recent Spare Partz. April Wine blijft jaarlijks door Canada reizen en speelt ook festivals in Europa en in de Verenigde Staten, met de band nu bestaande uit Goodwyn, Greenway, Lanthier en drummer Roy 'Nip' Nichol. Voormalig bassist Steve Lang overleed op 4 februari 2017 op 67-jarige leeftijd na het lijden aan de ziekte van Parkinson.

## Onderscheidingen
April Wine heeft nooit een Juno Award gekregen ondanks elf nominaties. Myles Goodwyn werd in 2003 bekroond met de East Coast Music Awards ECMA Lifetime Achievement Award. April Wine werd ook opgenomen in de Canadese Music Industry Hall of Fame en bekroond met de CMW Lifetime Achievement Award op 13 maart 2009. In 2008 werden ze opgenomen in de East Coast Music Hall of Fame. Op 18 april 2010 werden ze opgenomen in de Canadian Music Hall of Fame.

## Tijdlijn
Kan EasyTimeline-invoer niet compileren:

Timeline generation failed: 5 errors found

Line 5: Period = from:01/01/1969 till:{{

- Period attribute 'till' invalid.

```
 Date does not conform to specified DateFormat 'dd/mm/yyyy'.

```

Line 8: ScaleMajor = increment:2 start:1970

- Scale attribute 'start' invalid.

```
 Date '01/01/1970' not within range as specified by command Period.

```

Line 9: ScaleMinor = increment:1 start:1969

- Scale attribute 'start' invalid.

```
 Date '01/01/1969' not within range as specified by command Period.

```

Line 17:  at:01/09/1971 color:black layer:back

- LineData invalid. No (valid) command 'Period' specified in previous lines.

Line 52: PlotData=

- PlotData invalid. No (valid) command 'Period' specified in previous lines.